# スターク郡 (イリノイ州)
スターク郡（英: Stark County）は、アメリカ合衆国イリノイ州の北部に位置する郡である。2010年国勢調査での人口は5,994人であり、2000年の6,332人から5.3％減少した。郡庁所在地はトゥーロン市（人口1,292人）であり、同郡で人口最大の都市はワイオミング市（人口1,429人）である。
スターク郡はピオリア大都市圏に属している。

## 歴史
スターク郡は1839年にノックス郡とパットナム郡の一部を合わせて設立された。郡名はアメリカ独立戦争のときに大陸軍に従軍したジョン・スターク大佐（1728年8月28日-1822年5月8日）に因んで名付けられた。スタークは1777年のベニントンの戦いでの傑出した働きによって「ベニントンの英雄」として広く知られている。

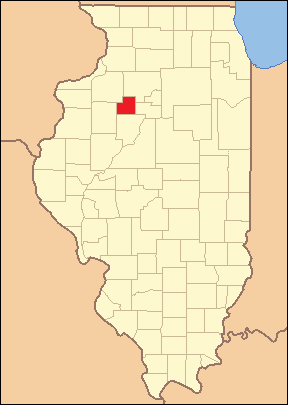
1839年創設時の郡領域、現在まで変わっていない

## 地理
アメリカ合衆国国勢調査局に拠れば、郡域全面積は288.35平方マイル (746.8 km2)であり、このうち陸地288.08平方マイル (746.1 km2)、水域は0.27平方マイル (0.70 km2)で水域率は0.09％である。

### 主要高規格道路
- イリノイ州道78号線
- イリノイ州道91号線
- イリノイ州道40号線
- イリノイ州道93号線

### 隣接する郡
- ビュロー郡 - 北
- マーシャル郡 - 東
- ピオリア郡 - 南
- ノックス郡 - 西
- ヘンリー郡 - 北西

## 気候と気象
近年、郡庁所在地であるトゥーロン市の平均気温は1月の10°F (-12 ℃) から7月の84°F (29 ℃) まで変化している。過去最低気温は1999年1月に記録された-26°F (-32 ℃) であり、過去最高気温は1983年7月に記録された104°F (40 ℃) である。月間降水量は2月の1.41インチ (36 mm) から6月の4.46インチ (113 mm) まで変化している。

## 人口動態
以下は2000年国勢調査による人口統計データである。
| 基礎データ - 人口: 6,332人 - 世帯数: 2,525 世帯 - 家族数: 1,764 家族 - 人口密度: 8人/km2（22人/mi2） - 住居数: 2,725軒 - 住居密度: 4軒/km2（10軒/mi2） 人種別人口構成 - 白人: 98.63% - アフリカン・アメリカン: 0.06% - ネイティブ・アメリカン: 0.19% - アジア人: 0.19% - その他の人種: 0.14% - 混血: 0.79% - ヒスパニック・ラテン系: 0.85% 先祖による構成 - ドイツ系：27.7％ - イギリス系：15.3％ - アメリカ人：12.1％ - アイルランド系：11.1％ - スウェーデン系：6.6％ | 年齢別人口構成 - 18歳未満: 25.1% - 18-24歳: 6.8% - 25-44歳: 25.2% - 45-64歳: 23.7% - 65歳以上: 19.2% - 年齢の中央値: 40歳 - 性比（女性100人あたり男性の人口） - 総人口: 93.2 - 18歳以上: 90.1 世帯と家族（対世帯数） - 18歳未満の子供がいる: 30.3% - 結婚・同居している夫婦: 60.0% - 未婚・離婚・死別女性が世帯主: 7.0% - 非家族世帯: 30.1% - 単身世帯: 27.1% - 65歳以上の老人1人暮らし: 15.0% - 平均構成人数 - 世帯: 2.46人 - 家族: 3.00人 収入と家計 - 収入の中央値 - 世帯: 35,826米ドル - 家族: 43,410米ドル - 性別 - 男性: 30,774米ドル - 女性: 22,146米ドル - 人口1人あたり収入: 16,767米ドル - 貧困線以下 - 対人口: 8.6% - 対家族数: 6.3% - 18歳未満: 11.2% - 65歳以上: 8.0% |

## 郡区
スターク郡は下記8つの郡区に分割されている。
- エルミラ
- エセックス
- ゴーシェン
- オセオラ
- ペン
- トゥーロン
- バレー
- ウェストジャージー

## 都市と町
- トゥーロン - 郡庁所在地
- ワイオミング
- ブラッドフォード
- ラファイエット

### 未編入の町
- キャッスルトン
- ダンカン
- エルミラ
- ロンバードビル
- モデナ
- オセオラ
- サクストン
- スピア、地元で知られたタナーの果樹園がある
- スターク
- ウェストジャージー